# アイスマン (2014年の映画)
『アイスマン』（原題：冰封俠 重生之門（香港タイトル）、冰封 重生之门（大陸タイトル）、急凍行者（上卷）（台湾タイトル）、英題：Iceman）はドニー・イェン主演の2014年に公開された香港、中国合作のファンタジーアクション映画。ソフトウェア販売の際の邦題は『アイスマン 超空の戦士』。
1989年の香港映画であるユン・ピョウ、マギー・チャン主演『タイム・ソルジャーズ〜愛は時空（とき）を超えて〜』のリメイクとして製作された
。クランクインの時点では2部作になるというインフォメーションはなかったが
、
のちに前後編として公開されることが決定。
本作はその前編にあたり、本国では3D映画として上映された
。

## ストーリー
現代の香港。トラックが事故を起こしハイウェイから転落した。その衝撃で荷台に載っていた冷凍カプセルが壊れ中から1人の男がゆっくりと出てくる。男の名はホー・イン（ドニー・イェン）。彼は400年前の明朝末期に雪崩に巻きこまれ、冷凍保存されていた錦衣衛（きんいえい）だった。
ホー・インの使命は朝廷からの勅旨を受け天竺（インド）から秘宝“時空の金球(こんきゅう）”を運ぶことであったが、道中いわれなき罪に問われ同じ錦衣衛の義兄弟であるサッ・ゴウ（ワン・バオチャン）や、ニッ・フー（ユー・カン）によって逮捕される直前に雪崩に遭ったのだ。
何もかも違う現代にとまどいながらも、ひょんなことで知り合った女性メイ（ホアン・シェンイー）の部屋に転がり込んだ彼は急激なスピードで現代に適応してゆく。そんな彼を変人扱いしてうまく金づるにしようと考えていたメイだが、やがてその真面目さと優しさに信頼を置くようになっていくのだった。しかし一方で同じようにカプセルに入れられトラックで運ばれるはずだったサッ・ゴウとニッ・フーも事故によって目覚めており、違う場所で現代に適応していた。この消えた3人の古代人を警察は執拗に追跡。陣頭指揮をとるのは警察署の副署長であるチョン（サイモン・ヤム）である。
やがて運命に導かれるようにふたたび巡り合い400年後に再開される3人の戦い。香港の青馬大橋で繰り広げられる錦衣衛のバトルの先にあった事実とは。

## エピソード
- 現代に蘇る錦衣衛のうちの一人、サッ・ゴウ役のワン・バオチャンは子供の頃観たジェット・リーの『少林寺』に憧れ嵩山少林寺で6年間修行をした経歴を持つ[5]。コメディからシリアスな演技、またテレビのバラエティでも活躍する中国本土の人気俳優だが本格的なアクションはこの作品が初めてである。本作から遡ること8年前、ドニー・イェンに知人を介して面会させてもらった際、目の前で蟷螂拳を披露して「アクション映画に出たいんです」と直願したことがあるという。「ドニーさんはずっと僕のアイドルでした、8年前のちっこい奴を覚えていてくれてありがとう丹哥（ドニー兄貴）」とプロモーションで語っている[6]。

- 当初の予定では、香港にある全長2160メートルの吊り橋、青馬大橋を完全封鎖し、カーアクションシーンを撮影する計画であった。しかし1年がかりの申請でも許可が下りず、結局はかつて香港の玄関口だった啓徳空港の跡地にセットを作り撮影された[7]。

- ロケ許可を下さなかった香港政府の理由は撮影のあまりの危険さ。しかし、過去にはバットマンシリーズの『ダークナイト ライジング』や『トゥームレイダー』といったハリウッド映画には撮影協力している。このため、本作の措置については香港メディアからも政府非難の声が上がったという[7]。

- ドニー・イェンが無実の罪に問われるシーンを撮影したのは吉林省にある長白山。観光地として最高ランクにあたる「国家5A級」の指定を受ける山である。気温が氷点下20度にも達する標高1600メートルという過酷な環境で毎日機材を抱えたスタッフが登山と下山にそれぞれ2時間を要した[8]。

- その長白山ロケについてサイモン・ヤムは極寒対策に50個近くのカイロを使ったが、皮の衣装は固くなりまるで紙の様で全く保温しなかったと振り返った。ラップを巻けば汗で湿ってますます冷えウェットスーツを着ると着膨れするために断念、香港に戻ってもスムージーはおろか冷たい飲み物も口にする気にならなかったと語っている[9]。

- そのシーンのうち雪崩にあった3人の錦衣衛が盾に乗り雪山を滑る場面は、日本人スタッフとスノーボードチームにより長野県の北志賀高原小丸山スキー場と長野市の戸隠スキー場で撮影された[10]。

- 一番難しかったアクションシーンについて質問されたドニー・イェンはバイクに乗るシーンと答えた。「僕はバイクの免許を持っていないし、ホアン・シェンイーを乗せていたからとても緊張した。もしも転んで女優を傷つけてしまったら大変だからね！」[1]

## 出演
| 役名               | 俳優                         | 日本語吹替 |
| ------------------ | ---------------------------- | ---------- |
| ホー・イン（賀英） | ドニー・イェン（甄子丹）     | 堀内賢雄   |
| メイ（小美）       | ホアン・シェンイー（黄聖依） | 坂井恭子   |
| サッ・ゴウ（薩獒） | ワン・バオチャン（王寶強）   | 古川裕隆   |
| チョン（元龍）     | サイモン・ヤム（任達華）     | 中博史     |
| ニッ・フー（聶虎） | ユー・カン（喩亢）           | 飯島肇     |
| パン（阿伯）       | ロー・ホイパン（盧海鵬）     |            |
| タン（鄧永根）     | ラム・シュー（林雪）         |            |

## スタッフ
- 監督 ：ロー・ウィンチョン（羅永昌）
- 製作 ：ホアン・チェンシン（黄建新）、ペギー・リー（林愛琴）、ドニー・イェン
- アクション監督 ：ドニー・イェン（甄子丹）
- スタント・コーディネーター ：イム・ワー/ヤン・ホア（嚴華）、ジョン・サルヴィッティ（John Salvitti）
- アシスタント・スタント・コーディネーター ：ユー・カン（喩亢）
- カーアクション監督 ：ブルース・ロウ（羅禮賢）
- カースタント・コーディネーター ：ブラッドリー・ジェームス・アラン（Bradley James Allan）
- 制作総指揮 ：黄建新、韓嘯、高軍
- 脚本 ：マーク・ウー（胡耀輝）、ラム・フォン（林逢）
- 撮影 ：ケニー・ツェー（謝忠道）、フォン・ユンマン（馮遠文）
- 音楽 ：Christof Unterberger、レイモンド・ウォン（黄英華）
- 主題歌 ：『冰封』
作詞：姚謙
作曲：呉彤
歌：ジャム・シャオ（蕭敬騰）